# Niebla (kommunhuvudort)
Niebla är en kommunhuvudort i Spanien.   Den ligger i provinsen Provincia de Huelva och regionen Andalusien, i den sydvästra delen av landet, 400 km sydväst om huvudstaden Madrid. Niebla ligger 41 meter över havet och antalet invånare är 3 962.
Terrängen runt Niebla är platt. Runt Niebla är det glesbefolkat, med 19 invånare per kvadratkilometer. Närmaste större samhälle är Bollullos par del Condado, 12,5 km öster om Niebla. Trakten runt Niebla består till största delen av jordbruksmark.